# Hôtel de sous-préfecture de Bar-sur-Aube
L'hôtel de sous-préfecture de Bar-sur-Aube est un édifice situé à Bar-sur-Aube, en France.

## Localisation
L'édifice est situé sur la commune de Bar-sur-Aube, dans le département français de l'Aube.

## Historique
Ancien grenier à sel de Bar-sur-Aube, l'édifice est inscrit au titre des monuments historiques en 1930.